# Camila Giorgiová
Camila Giorgiová (nepřechýleně Giorgi, * 30. prosince 1991 Macerata) je bývalá italská profesionální tenistka. Na okruhu WTA Tour vyhrála čtyři tituly ve dvouhře včetně National Bank Open 2021 z kategorie WTA 1000. V rámci okruhu ITF získala pět titulů ve dvouhře. Grandslamovým maximem se stalo čtvrtfinále ve Wimbledonu 2018.
Na žebříčku WTA byla ve dvouhře nejvýše klasifikována v říjnu 2018 na 26. místě. Trénoval ji otec Sergio Giorgi.
V italském týmu Billie Jean King Cupu debutovala v roce 2014 čtvrtfinálovým utkáním Světové skupiny proti Spojeným státům, v němž vyhrála druhou dvouhru nad Madison Keysovou a dopomohla družstvu k postupu. V soutěži nastoupila k jedenácti mezistátním utkáním s bilancí 8–7 ve dvouhře a 0–1 ve čtyřhře.
Itálii reprezentovala na odložených Letních olympijských hrách 2020 v Tokiu. V ženské dvouhře postupně vyřadila jedenáctou nasazenou Jennifer Bradyovou, Jelenu Vesninovou a turnajovou pětku Karolínu Plíškovou. Bez ztráty setu postoupila do čtvrtfinále, v němž podlehla pozdější bronzové medailistce Elině Svitolinové.

## Soukromý život
Giorgiová je židovka, která se narodila v prosinci 1991 v italské Maceratě do rodiny tenisového trenéra Sergia Giorgiho. V roce 1982 byl povolán do argentinské armády a zúčastnil se války o Falklandy. Matka Claudia Giorgiová jí jako módní návrhářka navrhovala sportovní oblečení. Oba rodiče emigrovali z argentinské La Platy do Itálie. Rodina se usídlila v Pise a byt vlastnila také ve Francii. Jejími sourozenci jsou bratři Leandro a Amadeus a sestra Antonela.

## Tenisová kariéra
V hlavní soutěži dvouhry na grandslamovém turnaji debutovala ve Wimbledonu 2011, kde v úvodním kole podlehla pozdější čtvrtfinalistce Cvetaně Pironkovové z Bulharska. Na americkém Memphis International 2012 porazila v 1. kole favorizovanou první nasazenou Rusku Naděždu Petrovovou, ale ve druhé fázi skončila na raketě Francouzky Stéphanie Foretzové Gaconové.

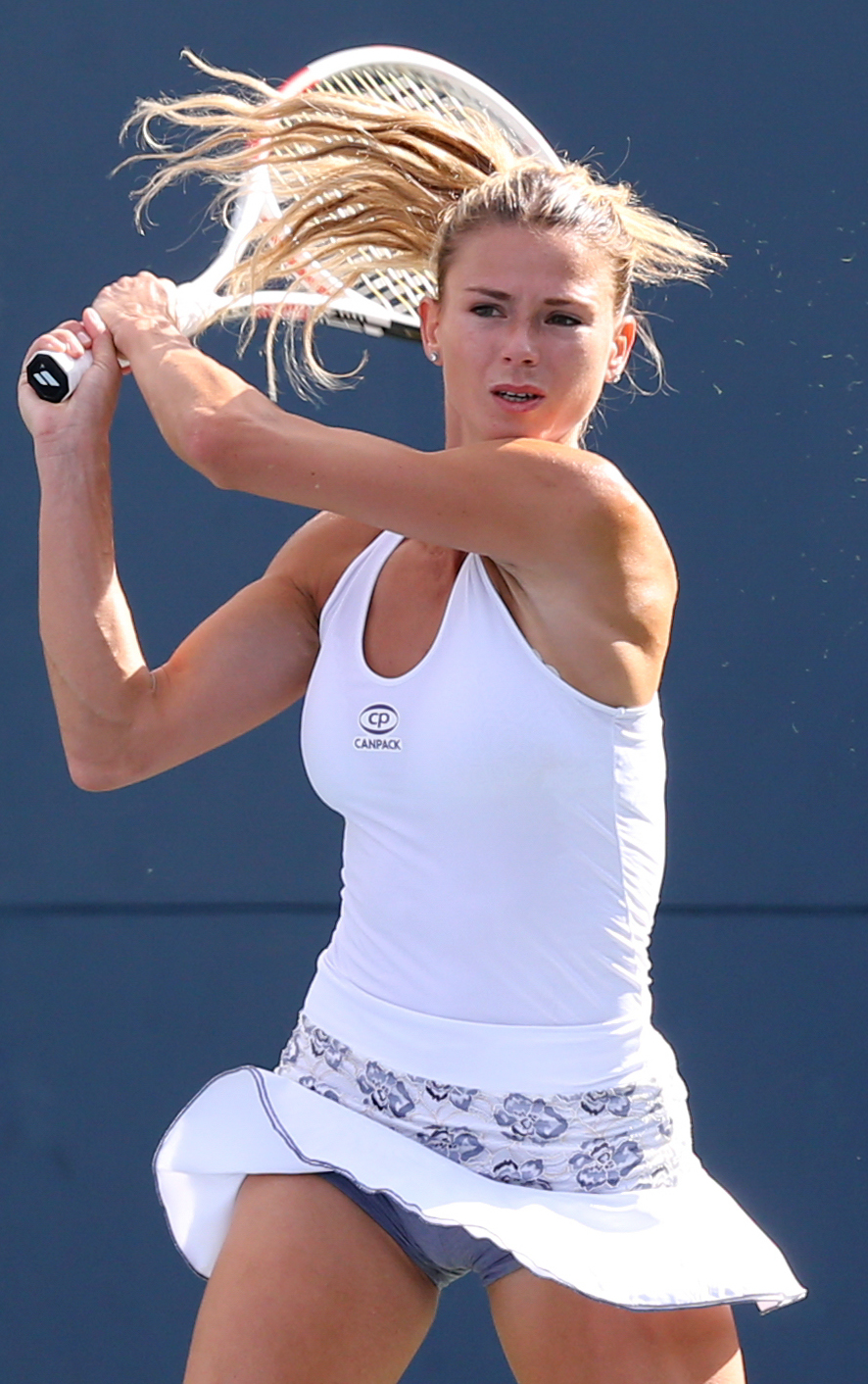
Bekhend na Bronx Open 2019

Na travnatých kurtech ve Wimbledonu 2012 se podruhé v řadě kvalifikovala do hlavní soutěže a hned v prvním kole se postarala o překvapení, když porazila svou krajanku a šestnáctou nasazenou hráčku Flavii Pennettaovou. Na US Open 2013 postoupila do osmifinále. Na turnaji zdolala bývalou světovou jedničku Caroline Wozniackou. Při Indian Wells Masters 2014 pak ve třetím kole vyřadila jako kvalifikantka další bývalou lídryni světové klasifikace a obhájkyni titulu Marii Šarapovovou po třísetovém průběhu. Poměr vzájemných utkání proti hráčkám elitní desítky žebříčku tak vylepšila na kladnou bilanci 3–2. V osmifinále ji však zastavila krajanka a pozdější vítězka Flavia Pennettaová.
Na dubnovém BNP Paribas Katowice Open 2014 si poprvé v kariéře zahrála finále události WTA Tour. Ve druhém kole přehrála světovou jedenáctku a obhájkyni titulu Robertu Vinciovou, následně zdolala bývalou jedenáctou hráčku Šachar Pe'erovou a v semifinále aktuální světovou patnáctku Carlu Suarezovou Navarrovou. V utkání o turnajový titul však nestačila po třísetovém průběhu na Francouzku Alizé Cornetovou.
Premiérový titul vybojovala v Rosmalenu na trávě, kde ve finále přehrála Švýcarku Belindu Bencicovou. Na hraně vyřazení přitom byla ve čtvrtfinále, kde musela proti Švedovové odvracet tři mečboly, než vyhrála poměrem 11–9 ve zkrácené hře třetího setu. Dvě hráčky z nejlepší světové desítky žebříčku WTA na jednom turnaji porazila poprvé na travnatém Viking International Eastbourne 2021. Jako kvalifikantka vyřadila v prvním kole světovou desítku Karolínu Plíškovou a ve čtvrtfinále čtvrtou hráčku pořadí Arynu Sabalenkovou, než skrečovala semifinálové utkání. Největší titul kariéry si odvezla z montréalského National Bank Open 2021 hraného v kategorie WTA 1000. Na její raketě tam postupně bez vyhraného setu dohrály deblová světová jednička a devátá nasazená hráčka turnaje Elise Mertensová, Argentina Nadia Podoroská, turnajová sedmička Petra Kvitová, sedmnáctiletá Coco Gauffová. Jedinou sadu jí odebrala v semifinále Jessica Pegulaová. V boji o titul pak přehrála světovou šestku Karolínu Plíškovou.
Počátkem května 2024 ukončila profesionální dráhu, když se její jméno objevilo na seznamu tenistů ITIA, kteří završili kariéru po žádosti ukončení povinného testování na doping. Poslední turnaj odehrála ve věku 32 let na březnovém Miami Open 2024, kde po výhře nad Magdalenou Fręchovou podlehla světové jedničce Ize Świątekové.

## Finále na okruhu WTA Tour

### Dvouhra: 10 (4–6)
| Legenda                                        |
| ---------------------------------------------- |
| Grand Slam (0)                                 |
| Turnaj mistryň (0)                             |
| Premier Mandatory & Premier 5 / WTA 1000 (1–0) |
| Premier / WTA 500 (0)                          |
| International / WTA 250 (3–6)                  |

| Stav       | č. | datum           | turnaj                          | kategorie     | povrch    | soupeřka ve finále        | výsledek                |
| ---------- | -- | --------------- | ------------------------------- | ------------- | --------- | ------------------------- | ----------------------- |
| Finalistka | 1. | 13. dubna 2014  | Katovice, Polsko                | International | tvrdý (h) | Alizé Cornetová           | 6–7(3–7), 7–5, 5–7      |
| Finalistka | 2. | 12. října 2014  | Linec, Rakousko                 | International | tvrdý (h) | Karolína Plíšková         | 7–6(7–4), 3–6, 6–7(5–7) |
| Finalistka | 3. | 12. dubna 2015  | Katovice, Polsko (2)            | International | tvrdý (h) | Anna Karolína Schmiedlová | 4–6, 3–6                |
| Vítězka    | 1. | 14. června 2015 | 's-Hertogenbosch, Nizozemsko    | International | tráva     | Belinda Bencicová         | 7–5, 6–3                |
| Finalistka | 4. | 10. dubna 2016  | Katovice, Polsko (3)            | International | tvrdý (h) | Dominika Cibulková        | 4–6, 0–6                |
| Vítězka    | 2. | 14. října 2018  | Linec, Rakousko                 | International | tvrdý (h) | Jekatěrina Alexandrovová  | 6–3, 6–1                |
| Finalistka | 5. | 4. srpna 2019   | Washington, D.C., Spojené státy | International | tvrdý     | Jessica Pegulaová         | 2–6, 2–6                |
| Finalistka | 6. | 25. srpna 2019  | Bronx, New York, Spojené státy  | International | tvrdý     | Magda Linetteová          | 7–5, 5–7, 4–6           |
| Vítězka    | 3. | 15. srpna 2021  | Montréal, Kanada                | WTA 1000      | tvrdý     | Karolína Plíšková         | 6–3, 7–5                |
| Vítězka    | 4. | 26. února 2023  | Mérida, Mexiko                  | WTA 250       | tvrdý     | Rebecca Petersonová       | 7–6(7–3), 1–6, 6–2      |

## Finále na okruhu ITF
| Dotace turnajů okruhu ITF |
| ------------------------- |
| 100 000 $ tournaments     |
| 75 000 $ tournaments      |
| 50 000 $ tournaments      |
| 25 000 $ tournaments      |
| 10 000 $ tournaments      |

### Dvouhra: 7 (5–2)
| Stav       | č. | datum              | turnaj                   | povrch | soupeřka ve finále         | výsledek      |
| ---------- | -- | ------------------ | ------------------------ | ------ | -------------------------- | ------------- |
| Vítězka    | 1. | 31. srpna 2009     | Katovice, Polsko         | antuka | Xenija Pervaková           | 6–2, 6–3      |
| Vítězka    | 2. | 19. listopadu 2009 | Toronto, Kanada          | tvrdý  | Aniko Kaprosová            | 4–6, 6–4, 6–0 |
| Finalistka | 1. | 16. června 2010    | Bratislava, Slovensko    | antuka | Lenka Juříková             | 2–6, 1–6      |
| Vítězka    | 3. | 18. října 2010     | Rock Hill, Spojené státy | tvrdý  | Irina Falconiová           | 6–3, 6-4      |
| Finalistka | 2. | 9. května 2011     | Raleigh, Spojené státy   | antuka | Petra Rampreová            | 3–6, 2–6      |
| Vítězka    | 4. | 22. května 2011    | Carson, Spojené státy    | tvrdý  | Alexa Glatchová            | 7–6(7–4), 6–1 |
| Vítězka    | 5. | 16. dubna 2012     | Dothan, Spojené státy    | antuka | Edina Gallovitsová-Hallová | 6–2, 4–6, 6–4 |

## Chronologie výsledků na Grand Slamu

### Ženská dvouhra
| Turnaj          | 2010 | 2011    | 2012    | 2013    | 2014    | 2015    | 2016    | 2017    | 2018    | 2019    | 2020    | 2021    | 2022    | 2023    | 2024    | SR     | V–P   | % výher |
| --------------- | ---- | ------- | ------- | ------- | ------- | ------- | ------- | ------- | ------- | ------- | ------- | ------- | ------- | ------- | ------- | ------ | ----- | ------- |
| Australian Open | A    | A       | A       | 1. kolo | 2. kolo | 3. kolo | 1. kolo | 1. kolo | 2. kolo | 3. kolo | 3. kolo | 2. kolo | 3. kolo | 3. kolo | 1. kolo | 0 / 12 | 13–12 | 52 %    |
| French Open     | A    | A       | 3Q      | 1. kolo | 2. kolo | 2. kolo | 2. kolo | 1. kolo | 3. kolo | A       | 1. kolo | 2. kolo | 4. kolo | 2. kolo | —       | 0 / 10 | 10–10 | 50 %    |
| Wimbledon       | A    | 1. kolo | 4. kolo | 3. kolo | 2. kolo | 3. kolo | 1. kolo | 3. kolo | ČF      | 1. kolo | NH      | 2. kolo | 1. kolo | 1. kolo | —       | 0 / 12 | 15–12 | 56 %    |
| US Open         | 1Q   | 2Q      | 1. kolo | 4. kolo | 1. kolo | 2. kolo | 1. kolo | 1. kolo | 2. kolo | 1. kolo | 2. kolo | 1. kolo | 2. kolo | 1. kolo | —       | 0 / 12 | 7–12  | 37 %    |
| výhry–prohry    | 0–0  | 0–1     | 3–2     | 5–4     | 3–4     | 6–4     | 1–4     | 2–4     | 8–4     | 2–3     | 3–3     | 3–4     | 6–4     | 3–4     | 0–1     | 0 / 46 | 45–46 | 49 %    |

| Legenda | Legenda                                   | Legenda | Legenda                     |
| ------- | ----------------------------------------- | ------- | --------------------------- |
| SR      | poměr vyhraných turnajů ku všem odehraným | W–L V–P | výhry–prohry                |
| NH      | daný rok se turnaj nekonal                | A       | turnaje se hráč nezúčastnil |
| 1Q / LQ | prohra v (kole) kvalifikace               | 1k / 1R | prohra v daném kole turnaje |
| QF / ČF | prohra ve čtvrtfinále                     | SF      | prohra v semifinále         |
| F       | prohra ve finále                          | Vítěz   | vítězství v turnaji         |

## Postavení na konečném žebříčku WTA

### Dvouhra
| Rok    | 2006 | 2007   | 2008   | 2009   | 2010   | 2011   | 2012  | 2013  | 2014  | 2015  | 2016  | 2017  | 2018  | 2019  | 2020  | 2021  | 2022  | 2023  |
| Pořadí | 944. | ▲ 833. | ▲ 480. | ▲ 285. | ▲ 244. | ▲ 149. | ▲ 79. | ▼ 93. | ▲ 35. | ▲ 34. | ▼ 83. | ▲ 79. | ▲ 26. | ▼ 98. | ▲ 75. | ▲ 34. | ▼ 67. | ▲ 53. |